# Bi (nước)
Bi (tiếng Trung: 邳; bính âm: Pī) là một nước chư hầu trong lịch sử Trung Quốc. Quốc quân nước Bi mang họ Nhâm (任).
Nước Bi có một lịch sử lâu dài, từ thời kỳ Hạ Vũ đến tận thời kỳ Xuân Thu và Chiến Quốc.
Quân chủ kiến quốc của nước Bi là Hề Trọng (奚仲). Thời kỳ Hạ Vũ trị vì, Hề Trọng đảm nhiệm chức xa chính (車正), được phong đất Tiết (薛).
Sau đó (thế kỷ 11 TCN), nước này thiên di về phía nam đến đất Bi, quốc danh do đó cũng chuyển thành Bi (Nước Bi).
Vào thời nhà Thương, Bi là một nước đối địch với vương triều, từng làm phản và kháng cự quyền cai trị của triều Thương, sau bị nước Bành (彭) đánh bại. Giáp cốt văn có niên đại từ thời Thương có thể hiện hai chữ "phi" (丕) và "ấp" (邑) ở cạnh nhau (nghĩa là "thành lớn").
Đến thời Tây Chu, nước Bi giáp với nước Tống (宋) ở phía đông và nước Đàm ở phía bắc. Do chịu áp lực từ nước Sở nên người nước Bi lại thiên di về phía bắc đến Tiết Thành (薛城), 30 km về phía nam của huyện cấp thị Đằng Châu ngày nay, thuộc địa cấp thị Tảo Trang tỉnh Sơn Đông. Sau khi di chuyển về đất cũ, nước này vẫn xưng là Bi.
Năm 418 TCN, nước Tề chiếm lĩnh đất Tiết, người nước Bi lại phải di chuyển về phía nam đến Hạ Bi, nằm ở phía tây của Sông Y (沂水), đông bắc Bi Châu (邳州), thuộc địa cấp thị Từ Châu, tỉnh Giang Tô ngày nay. Thành nước Tiết sau trở thành đất phong của cha con Tĩnh Quách quân Điền Anh (田婴) và Mạnh Thường quân Điền Văn.
Cuối cùng, nước Bi bị nước Sở tiêu diệt.